# Melbourne to Warrnambool Classic

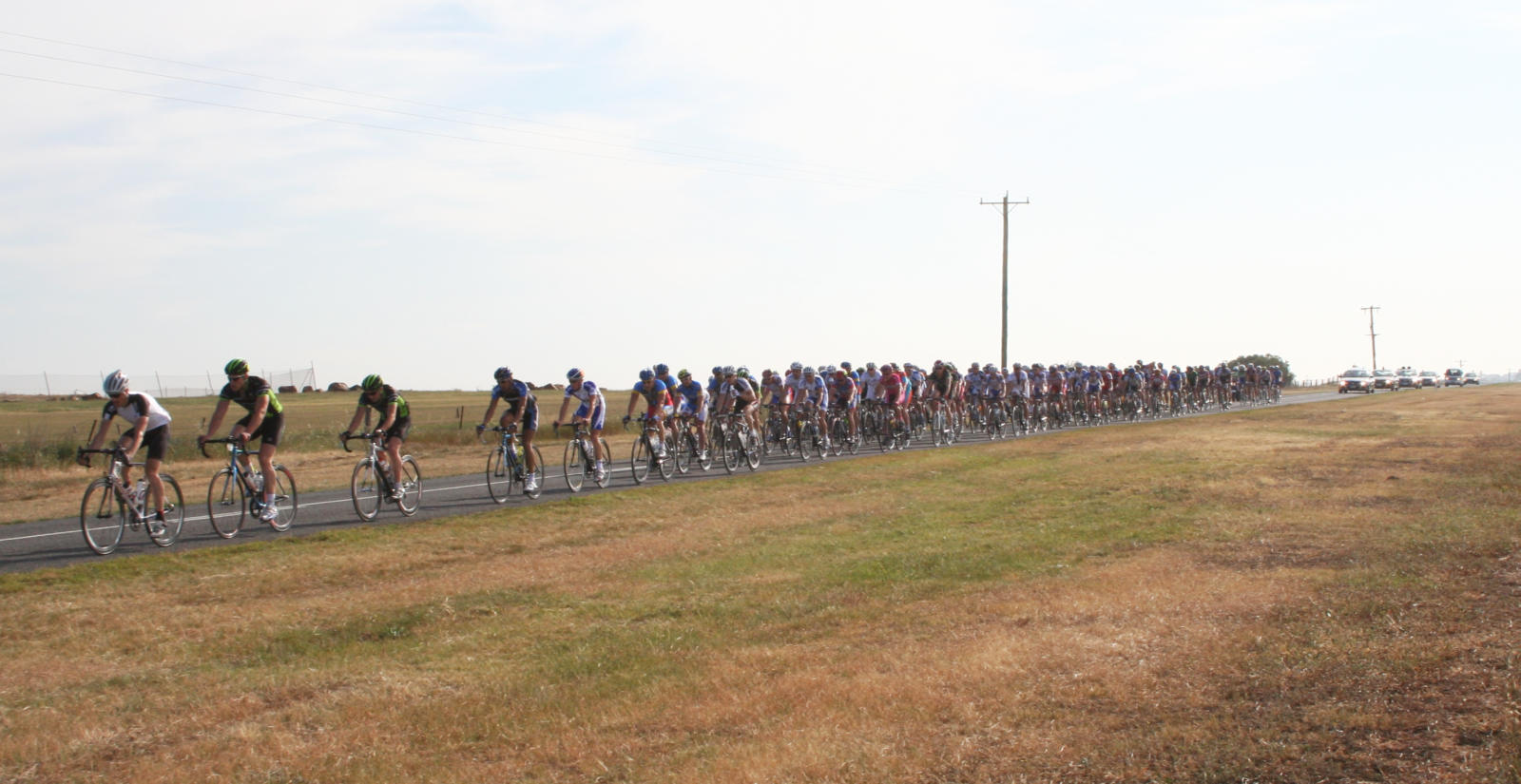
Het peloton in de Melbourne to Warrnambool Classic 2007

De Melbourne to Warrnambool Classic is een eendaagse wielerwedstrijd die sinds 1895 wordt georganiseerd in Victoria, Australië. De wedstrijd heeft een lengte van 299,1 km en daarmee is het de langste eendaagse wedstrijd op de UCI-kalender. Bovendien is het de op een na oudste, enkel de Waalse klassieker Luik-Bastenaken-Luik kent een langere historie.
De wedstrijd start in Melbourne en voert de renners over de Princes Highway, een gedeelte van de Highway 1, naar Warrnambool, aan de zuidkust.

## Geschiedenis
De eerste editie werd verreden op 5 oktober 1895. Winnaar Andrew Calder had 11 uur en 44 minuten nodig om de finish te bereiken. Hij kende echter wel pech, een lekke band in de buurt van Geelong kostte hem ongeveer 20 minuten. Alsnog hield de renner ruim een halfuur over op de concurrentie.
Tot 1996 startten de renners telkens los van elkaar en werd de wedstrijd dus als tijdrit verreden. Sinds 1996 starten alle deelnemers tegelijk. Er zijn tussensprints in de verschillende plaatsen aan de route en op basis hiervan wordt een sprintklassement samengesteld. Ook zijn er zes klimmetjes gedurende de wedstrijd en hiervan wordt een bergklassement samengesteld.
Dean Woods legde in 1990 de wedstrijd in een recordtijd af: de Australiër deed 5 uur en 12 minuten over de bijna 300 km (circa 57,5 km/h).
Drie buitenlandse renners wisten de wedstrijd op hun naam te schrijven, alle drie na 1996. De Zwitser Daniel Schnider was in 1997 de eerste. Het jaar erop, 1998, was de Belg Bart Heirewegh de tweede. De Zweed Jonas Ljungblad was in 2005, voorlopig, de laatste.
Vanaf 2009 wordt de wedstrijd als nationale koers verreden.